# Výslech
Výslechem se v kriminalistice rozumí kriminalistická metoda, kterou se na základě zákona získávají formou výpovědi kriminalisticky a právně významné informace z paměťových stop obsažených ve vědomí vyslýchaných osob, za přísného dodržení zákonem daných práv a povinností vyslýchaného i vyslýchajícího. Výslech je specifickou metodou kriminalistické praktické činnosti a je-li prováděn orgány činnými v trestním řízení je trestně procesním úkonem. Je jedním z nejvýznamnějších důkazních prostředků.

## Historie
O výslechu jako důkazním prostředku lze najít zmínky již v právních pramenech z dob římského impéria, např. stanovení kategorií svědků či otázky a problémy výslechové praxe. Z období feudální společnosti jsou z výslechové praxe nejdůležitější dochované zmínky o ordálech, tzn. božích soudech, které v této době převládaly jako prostředek získání praktické výpovědi. Významné pro středověké právo bylo i stanovení zvláštních kategorií svědků, tzv. očistníků. Tito svědci pod přísahou tlumočili své přesvědčení o obžalovaném a jeho protivníkovi. Toto období nazýváme také obdobím inkvizičního procesu. Pro tuto etapu historie je charakteristické, že za základní důkazy byly považovány výpovědi svědků a přiznání obviněného a za základní prostředky získání důkazu přísaha a tortura. Na přelomu 18. a 19. století dochází k podstatnějším zásahům do metod trestního řízení, a to díky společenskopolitickým změnám a rozvíjení věd, mezi nimi i obecné a soudní psychologie. Do trestního řízení se zavádí rovnost stran, strany vystupují před soudem ústně a v procesně stanovených formách a předkládají v důkazním řízení důkazy, o něž se opírá ve svém rozhodování soud. Velký význam se začíná připisovat svědeckým výpovědím, ovšem od druhé poloviny 19. století v důsledku rozvoje ostatních metod jejich význam upadá a začínají se nahrazovat věcnými důkazy. Pro období 20. století je charakteristické opětovné navrácení k výpovědi a jejímu významu, především pak k výpovědi obviněného. To mělo širokosáhlý dopad na výslechovou praxi, zejména se začaly rozpracovávat různé postupy a doporučení pro provádění různých kriminalistických úkonů. V současnosti je výslech obecně chápán jako vyšetřovací úkon, jehož základní zásady jsou upraveny v hlavě V. trestního řádu. Zákon upravuje vedení výslechu rámcově a jeho taktickou stránku ponechává doporučením kriminalistické vědy.

## Druhy výslechu
Podle procesního postavení vyslýchaných osob rozlišujeme některé základní druhy výslechu. Obecně výslech dělíme na:
1. Výslech svědka – upraven v § 101 – § 103 trestního řádu
2. Výslech obviněného – upraven v § 91 – § 95 trestního řádu
3. Výslech podezřelého
4. Výslech obžalovaného – upraven v § 207 a § 208 trestního řádu
5. Výslech znalce – upraven v § 108 trestního řádu

Za zvláštní druhy výslechu pak považujeme:
1. Výslech předběžný (informativní)
2. Předchozí výslech před osobní a domácí prohlídkou
3. Výslech formou konfrontace
4. Výslechy před provedením vyšetřovacího experimentu, rekonstrukce a rekognice jako součást těchto úkonů a výslechy v průběhu těchto úkonů

Řadu zvláštností je třeba respektovat také při výslechu nedospělců, mladistvých i osob přestárlých, tělesně i mentálně postižených.

### Pojem podezřelý a obviněný
Trestní řád přesně definuje pojem podezřelý a obviněný:
a)	Podezřelým se rozumí osoba, která byla zadržena dle § 71 odst. 1 TŘ, proti které doposud nebylo zahájeno trestní stíhání nebo osoba, která bylo ve zkráceném přípravném řízení sděleno podezření dle § 179b odst. 3 TŘ a to až do doby, než byl návrh na potrestání dle § 314b odst. 1 TŘ doručen soudu
b)	Obviněným se rozumí osoba, proti které bylo zahájeno dle § 160 odst. 1 TŘ trestní stíhání, podle § 12 odst. 7 TŘ se rozumí obviněným též obžalovaný a odsouzen, nevyplývá-li z povahy věci něco jiného.
Rozlišování výše uvedených kategorií osob má zejména význam z hlediska opatření, jichž je vůči takové osobě možno použít. Osobou podezřelou ze spáchání trestného činu lze zadržet za podmínek § 76 odst. 1. Při jejím výslechu se přiměřeně užije ustanovení upravujících práva obviněného a jeho výslech. Osoba podezřelá ze spáchání trestného činu (podezřelý) se stane obviněným v okamžiku, kdy fakticky obdrží usnesení o zahájení trestního stíhání, což se musí stát nejpozději na začátku prvního výslechu.

## Předpoklady výslechu
Základními předpoklady úspěšného vedení výslechu jsou:
- Důvěra vyslýchaného vůči vyslýchajícímu
- Psychický kontakt mezi vyslýchajícím a vyslýchaným
- Převaha vyslýchajícho nad vyslýchaným (převahou rozumíme nikoliv převahu fyzickou, ale vědomí vyslýchaného, že stojí před zkušeným a schopným vyšetřovacím orgánem, který je schopen rozpoznat případné úskočné záměry vyslýchaného)[5]

Výslech musí být veden s ohledem na určité okolnosti, kterými mohou být některé charakteristiky vyslýchaného, např. věk, pohlaví, povaha, závažnost a okolnosti trestného činu, vztah k pachateli aj. Je-li to možné, výslech zpravidla provádí osoba k tomu zvlášť vyškolená v prostorách pro tento účel upravených a přizpůsobených. Pokud je obětí dítě, provádí výslech vždy osoba k tomu vyškolená.Vodítkem k získání důvěry je schopnost pochopit vyslýchanou osobu, zejména při zjišťování motivu trestné činnosti. Kontaktem v psychologii rozumíme takovou fázi výslechu, kdy vyslýchající dosahuje určitého stupně souladu a porozumění s vyslýchaným. Psychologická podstata ve vytvoření kontaktu nespočívá jen v taktice kladení otázek, ale i v kladném a pozorném citovém zaměření vyslýchajícího vnímat odpovědi vyslýchaného v souladu s jeho celkovým chováním. Získání důvěry je jedním ze zásadních předpokladů při výslechu obviněného, ale také při výslechu svědka. Faktorů, které ovlivňují vytvoření důvěry je celá řada, zvláště důležité jsou ale následující:
- Věk vyslýchané osoby
- Zkušenosti, povolání, rodinné zázemí
- Psychické vlastnosti vyslýchaného
- Dostal-li se jedinec do styku s vyšetřujícími orgány poprvé nebo opakovaně
- Rozdílnost pohlaví vyslýchaného a vyslýchajícího
- Záporné vlastnosti vyslýchajícího

	Dalším zásadním předpokladem úspěšného vedení výslechu je analýza výpovědi v průběhu výslechu za účelem zjištění její úplnosti, věrohodnosti a postojů, které zaujal vyslýchaný. U analýzy výpovědi je důležité přikládat význam i vnějším projevům vyslýchaného. U vyslýchané osoby je vhodné pozorovat hlavně psychomotorické projevy (mimika, psychologie výrazu), emoce (tyto projevy jsou velmi závislé na věku osoby, jejím pohlaví, temperamentu a také na tom, jak silné je podezření, že vyslýchaný nemluví pravdu), pohyby končetin (např. zatínání pěstí, určitý stupeň gestikulace, přešlapování), pohyby těla (např. poposedávání, strnulost), mimické projevy obličeje a hlasové projevy (např. křik, třes hlasu, zívání, náhlá změna v síle a zabarvení hlasu). Procesně v důkazním smyslu však toto sledování význam nemá.

## Konstrukce výslechu
Z trestního řádu vyplývají celkem tři stádia výslechu v tomto pořadí:
1. Úvodní stadium – Cílem úvodního stadia výslechu je splnění procesních formalit a náležitostí, např. ověření totožnost vyslýchané osoby, poučení o právech a povinnostech podle procesního ustanovení apod. Toto poučení je zakotveno v ustanovení § 2 odst. 13 TŘ. Jedním z práv vyslýchané osoby je možnost přítomnosti právníka a odmítnutí vypovídat do doby, než se dostaví.[7] Trestní řád upravuje především trestněprocesní náležitosti, kriminalistika pak především psychologické a taktické aspekty.
2. Monolog (souvislé vypovídání) – Spočívá v souvislém vylíčení všech skutečností, které jsou předmětem obvinění, uvedení okolností, které obvinění zeslabují či vyvracejí a v nabídnutí důkazů o nich. V průběhu monologu má vyslýchající příležitost k dalšímu a podrobnějšímu poznání vyslýchané osoby a jejímu vztahu k věci. Tato analýza slouží k určení taktických záměrů připravených pro třetí stadium výslechu.
3. Dialog – Poslední stadium zahrnující kladení otázek a získávání odpovědí na ně, a to za účelem doplnění monologu nebo odstranění nejasností a neúplností. Toto stadium je upraveno v § 92, odst. 3 trestního řádu, kde je zakotven zákaz kladení kapciózních a sugestivních otázek. Pokud je výslech aplikován ve formě procesního úkonu, je třeba zaznamenat otázky i odpovědi zaznamenat v protokolu.[8]